# Zhanguo Ce
Zhanguo Ce (chiń. upr. 战国策; chiń. trad. 戰國策; pinyin Zhànguó Cè; Wade-Giles Chan-kuo Ts’e; dosł. „Intrygi Walczących Państw”) – zbiór opowieści o wydarzeniach z okresu Walczących Królestw.
Najwcześniejsze wiarygodne informacje o tym dziele pochodzą z czasów dynastii Han, kiedy to cesarski bibliotekarz Liu Xiang miał zebrać i uporządkować w 33 księgi (pian) rozmaite anegdoty z czasów Królestw Walczących. Będące obecnie w obiegu wersje pochodzą z czasów songowskich. Poszczególne opowieści miały różnych, obecnie nieznanych autorów i było ich początkowo dużo więcej, na co wskazują odkrycia w Mawangdui nowych tekstów, częściowo jednak pokrywających się ze znanymi utworami ze zbioru Zhanguo Ce.
Opisujące wydarzenia historyczne od 475 do zjednoczenia Chin w 221 p.n.e. opowieści uporządkowane są chronologicznie oraz według państw, których dotyczą. Mogą być traktowane jako dzieło historiograficzne (i dostarczają wielu informacji nieobecnych w innych źródłach z tego okresu), były też źródłem dla Sima Qiana, ale mają charakter raczej dzieła literackiego. Występują wśród opowieści typu perswazyjnego, uzasadniające ustami bohaterów określony sposób postępowania, lecz także rozrywkowego - jest to najwcześniejszy tekst chiński bezsprzecznie zawierający elementy komiczne. Jest możliwe, że opowieści, w których występują przedstawiający różne racje mówcy mają charakter ćwiczeń z retoryki i sztuki przekonywania.
Intrygi... nie są dziełem moralizującym w duchu konfucjańskim (jak np. Zuozhuan), zalecają raczej postępowanie pragmatyczne, dążące do sukcesu, lub wręcz podstępne i cyniczne. Z tego względu były niżej cenione przez późniejszych uczonych, którzy chwalili zbiór za doskonały język, lecz ostrzegali, że może on wypaczyć charakter.